# Factory custom

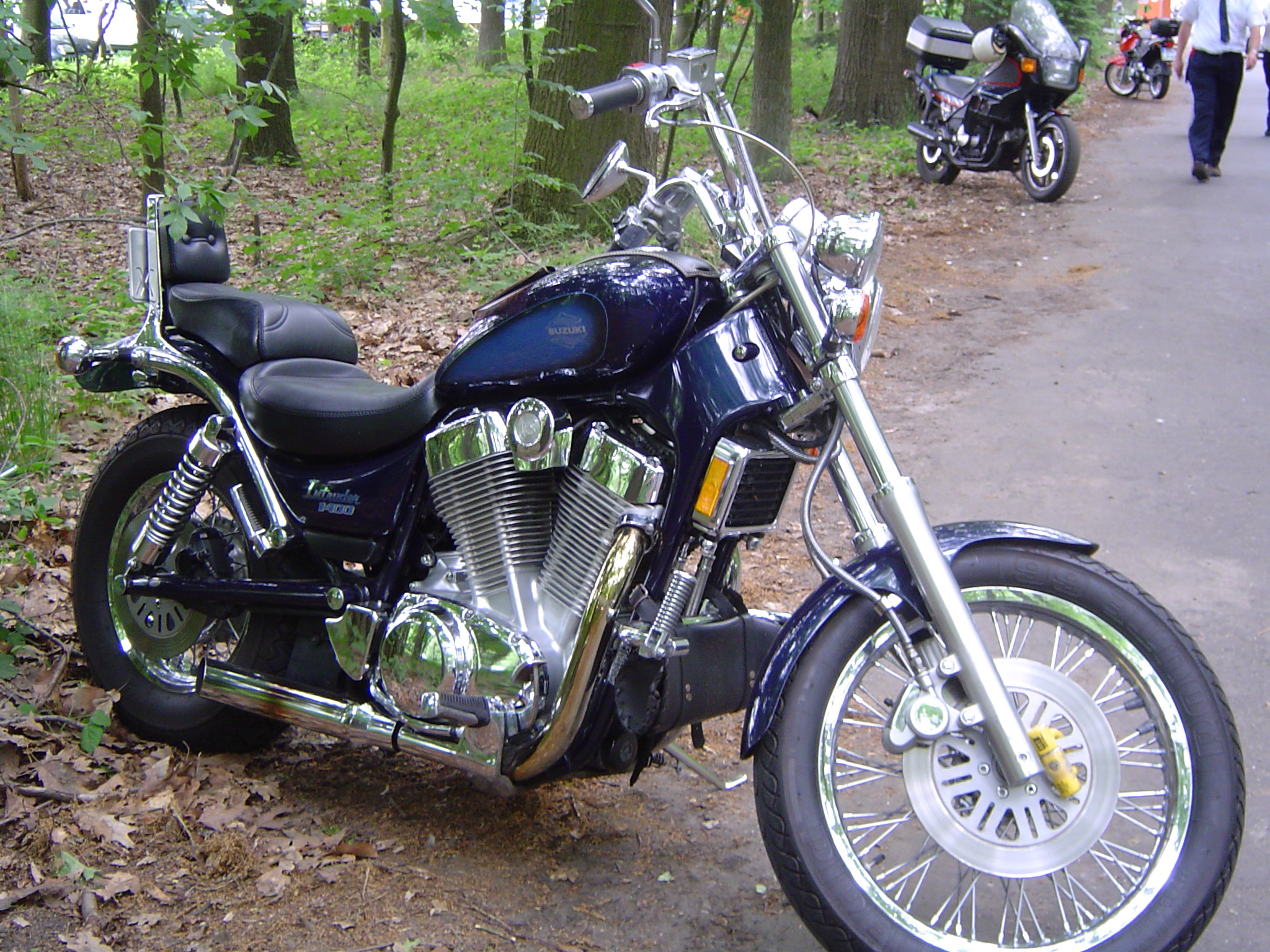
De Suzuki VS 1400 GL Intruder is een voorbeeld van een factory custom.

Factory custom is een motorfietsclassificatie. Dit is een motorfiets die al door de fabriek als custom is opgebouwd.